# Henri Delattre-Libert
Pour les articles homonymes, voir Henri Delattre et Delattre.
Henri-Joseph Delattre, dit Delattre-Libert, né le 14 octobre 1805 à Linselles et mort le 13 mai 1884 à Roubaix, est un industriel et homme politique français.

## Biographie
Né à Linselles, une petite ville du Nord, le 22 Vendémiaire de l'an XIV (14 octobre 1805), Henri-Joseph Delattre est le dixième et dernier enfant d'Augustine-Victoire Delattre, née Libert (1765-1843), et de Charles-Henri Delattre (1762-1819), marchand briquetier et adjoint au maire de Linselles.
À la mort de son père, survenue en 1819, Henri Delattre, alors âgé de 14 ans, rejoignit son frère aîné Louis Delattre-Libert (1792-1862), filateur à Tourcoing. Après avoir été l'apprenti et l'employé de l'oncle de sa belle-sœur, Louis-Joseph Delobel-Desurmont (1773-1839), propriétaire d'une filature de coton, il créa sa propre entreprise à Tourcoing au début des années 1820.
Le 17 mai 1826, Henri Delattre épousa sa cousine (et sœur de sa belle-sœur) Thérèse-Adèle Libert (1802-1876). Le couple aura sept enfants :
- Jules Delattre-Bossut (1826-1892) ;
- Henri Delattre-Cavrois (1827-1882) ;
- Achille Delattre-Cavrois (1832-1889) ;
- Carlos Delattre-Bossut (1834-1905) ou Delattre-Brabant (après son second mariage) ;
- Adèle Grimonprez-Delattre (1835-1861) ;
- Victor Delattre-Descat (1838-1905) ;
- Léonie Lagache-Delattre (1840-1907), mariée en 1859 à Julien Lagache, plus tard maire de Roubaix.

En 1826, soit peu de temps après son mariage, Henri Delattre-Libert s'établit à Roubaix, où les 4000 francs que possédait le jeune couple lui permit d'ouvrir un modeste atelier, qu'il transforma progressivement en une importante manufacture. En 1832, après une crise qui frappa les tissus de coton, il fut l'un des premiers industriels roubaisiens à se lancer dans la fabrication des tissus de pure laine pour robes. À la fin des années 1840, il s'associa à ses fils majeurs.

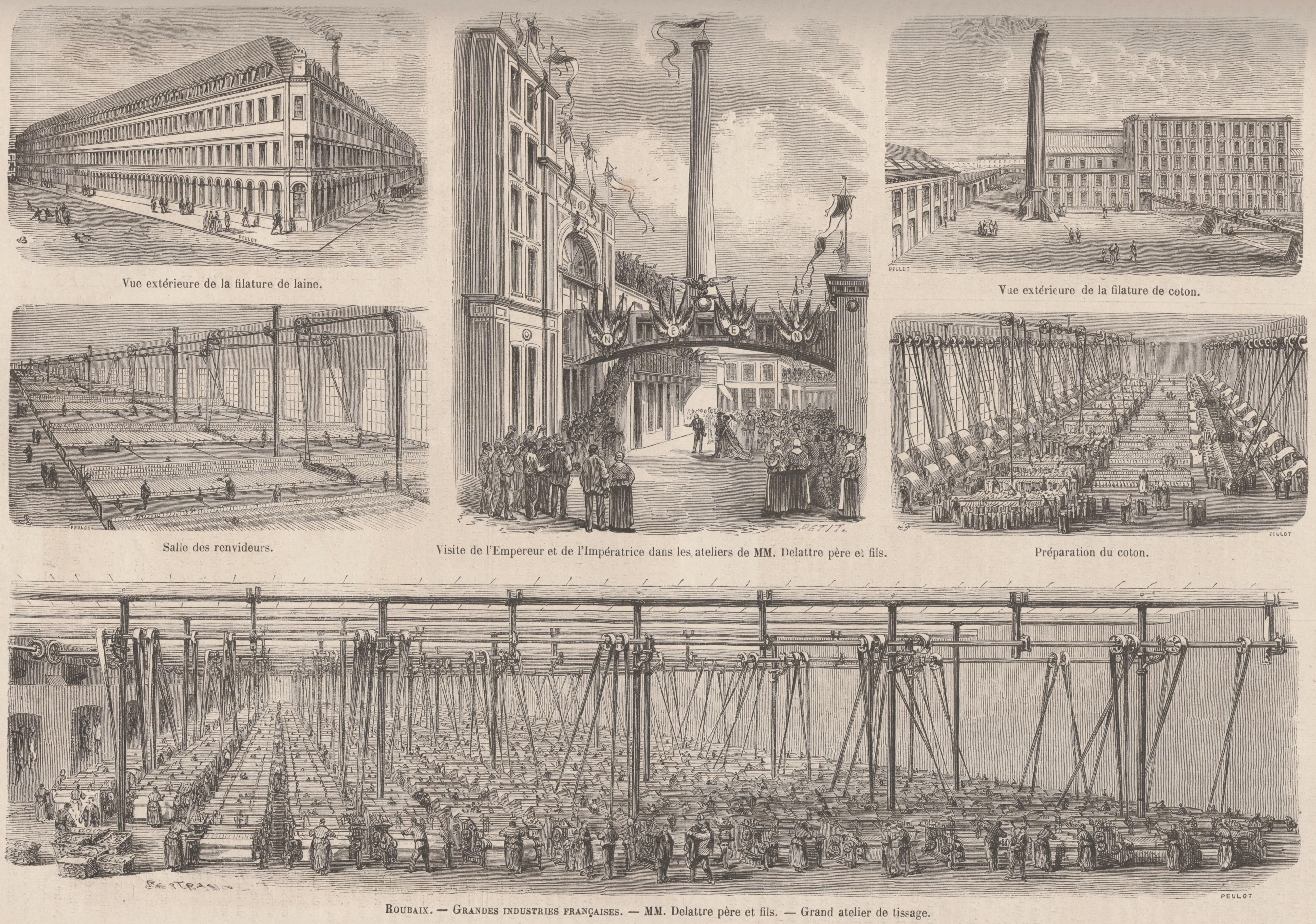
Les établissements Delattre père et fils lors de la visite impériale de 1867.

Construites en 1840 par l'architecte Achille Dewarlez, les usines Delattre (qui abritent aujourd'hui l'École nationale de Protection judiciaire de la jeunesse) employaient 450 ouvriers en 1844, puis 700 en 1849 et, enfin, plus de 2000 en 1862. Leurs produits furent primés lors des expositions nationales de 1839, 1844 et 1849 (médailles d'or) puis à l'occasion de l'Exposition universelle de 1851 à Londres (2e médaille). Lors des expositions universelles de 1855 et de 1867, Delattre-Libert fut hors concours en tant que membre du jury international (XXe classe, industrie des laines). Entre 1843 et 1848, puis de 1858 à 1861, il fut membre de la Chambre consultative des arts et manufactures de Roubaix, institution qui sera remplacée en 1872 par la Chambre de commerce de Roubaix.
En 1867, les établissements Henri Delattre père et fils, qui comprenaient des ateliers de peignage, filature et tissage, furent honorés par la visite de l'empereur Napoléon III et de l'impératrice Eugénie.
Chevalier de la Légion d'honneur depuis le 7 novembre 1849, Henri Delattre-Libert fut élevé au rang d'officier par décret du 13 août 1869.
Delattre-Libert était conseiller municipal de Roubaix depuis 1846. Le 10 janvier 1848, peu de temps avant la Révolution de février, une ordonnance royale lui conféra les fonctions de maire de Roubaix, qu'il assuma pendant huit années.